# Dikson (ostrov)
Dikson (rusky Диксон) je ostrov v ústí Jenisejského zálivu v Karském moři. Leží na Severní mořské cestě ve vzdálenosti 1,5 km od pevniny, asi dvě hodiny letu od Severního pólu. Rozloha ostrova je 25 km², nejvyšší bod nepřevyšuje 50 m. Je tvořen převážně diabasy.